# Piracetam
Piracetamul este un medicament nootrop, derivat ciclizat al acidului gama-aminobutiric, care crește rezistența creierului la diferite agresiuni și ameliorează procesele de învățare și memorizare. Mecanismul de acțiune nu este bine cunoscut.

## Indicații terapeutice

### La adulți
- Tratament simptomatic al sindroamelor psiho-organice involutive, caracterizate prin pierderea memoriei, tulburări de atenție și lipsă de concentrare.
- Sindroamele de suferință cerebrală cronică după traumatisme, accidente vasculare și la alcoolici.
- Sindroamele de suferințele cerebrale acute - delirium tremens, comă traumatică, ictus, comă toxică.
- Mioclonii de origine corticală, singur sau în asociere.
- Vertij și tulburări de echilibru, cu excepția vertijului de origine psihică sau vasomotorie.
- Profilaxia și tratamentul crizelor vaso-oclusive din siclemie.

### La copii
- Dislexie, în asociere cu logoterapie.
- Tulburări de comportament și adaptare la mediul familial și școlar.
- Sechelele psiho-afective ale encefalopatiilor
- Întârziere a dezvoltării psihomotorii.
- Profilaxia și tratamentul crizelor vaso-oclusive din siclemie.

## Doze și mod de administrare
Piracetamul se administrează de obicei pe cale orală. În cazurile cronice tratamentul poate fi început cu doze mari, 1,2-1,6 g de 3 ori/zi, câteva zile, și continuat cu doze de întreținere de 800 mg de 3 ori zi, timp de cel puțin 4-6 săptămâni (efectele favorabile se evidențiază lent). În stări acute, grave, se introduce intravenos în injecții lente sau în perfuzie, câte 3 g/zi (la nevoie se poate crește până la 12 g). Poate fi injectat și intramuscular, câte 1 g de 3 ori zi. La copii se administrează oral 50 mg/kg și zi, fără a depăși 400 mg de 3 ori/zi.

## Reacții adverse
Piracetamul este în general bine suportat. Ocazional, mai ales la începutul tratamentului, poate provoca agitație și neliniște. La bolnavii cu demență organică au fost semnalate, rareori, o stare de agresivitate și excitație sexuală. La copiii epileptici poate micșora pragul convulsiv. Este contraindicat în primul trimestru de sarcină și trebuie folosit cu prudență (doze mai mici) la bolnavii cu insuficiență renală severă.

## Mecanismul de acțiune
Piracetamul a fost sintetizat pentru prima dată de către o echipă din cadrul companiei UCB coordonată de dr. Corneliu E. Giurgea. Mecanismul exact de acțiune nu este cunoscut. Piracetamul este o pirolidonă (2-oxo-1-pirolidin-acetamidă), un derivat ciclic al acidului gama-aminobutiric (GABA) - mediator chimic la nivelul unor sinapse din sistemul nervos central. 
El se leagă de membrana fosfolipidică, formând complexe piracetam-fosfolipide,  contribuind la îmbunătățirea stabilității membranei și permițând proteinelor membranare și trans-membranare să își exercite principalele funcții. 
Piracetamul facilitează transferul de informații la nivelul emisferelor cerebrale, crește activitatea circuitelor catecolaminergice, serotoninergice și colinergice la nivel cortical. Crește metabolismul cerebral și utilizarea glucozei, menține producerea de ATP în absența oxigenului și mărește turnoverul ATP și activitatea G-6-PD fără creșterea producerii de lactat, facilitează sinteza fosfolipidelor, a ARN și a poliribozomilor, diminuă consumul neuronal de oxigen. 
În condiții de ischemie și hipoxie are efect protector și de refacere, acționând ca regulator al metabolismului oxidativ. Protejează și restabilește capacitățile cognitive după diferite agresiuni cum ar fi: hipoxia, intoxicațiile și terapia electroconvulsivantă. Protejează creierul împotriva modificărilor induse de hipoxie asupra funcțiilor și performanțelor. Procesele cognitive, cum ar fi: învățarea, memoria, atenția și conștiența sunt stimulate atât la subiecții normali cât și la cei cu deficite, fără să determine efecte psihostimulante sau sedative.
Piracetamul intervine și prin ameliorarea circulației locale, acționând asupra trombocitelor, hematiilor și peretelui vascular. Crește plasticitatea eritrocitelor și scade agregabilitatea plachetară, scade aderarea eritrocitelor la pereții vasculari și combate spasmului capilar. 
În siclemie piracetamul îmbunătățește capacitatea de deformare a membranei eritrocitare, scade vâscozitatea sangvină și previne formarea de rulouri. 